# Mary McDowell
Mary Eliza McDowell (30 de noviembre de 1854 - 14 de octubre de 1936) fue una reformadora social estadounidense y figura destacada eel Movimiento settlement de Chicago.

## Biografía
Mary Eliza McDowell nació el 30 de noviembre de 1854, hija de Malcolm y Jane Welch Gordon McDowell en Cincinnati, Ohio, siendo la mayor de seis hermanos. Su padre fue reconocido por su distinguido servicio en la Guerra Civil y eso el apoyo al presidente ayudaron a establecer su convicción política. Después de la guerra, la familia se fue a Chicago, donde su padre abrió y administró una laminadora de acero y la familia se unió a la Iglesia Metodista. Su madre quedara inválida sin poder entonces cuidar de la familia, y McDowell pasó a ser responsable de sus cinco hermanos.
En los primeros años de la familia en Chicago, McDowell participó en diversas iniciativas de ayuda y participación religiosa. Durante el Gran incendio de Chicago en 1871, McDowell y su padre ayudaron a los refugiados transportando personas y sus pertenencias al campamento improvisado que se estableció lejos del incendio. Cuando se recibió ayuda de Ohio, McDowell tomó la iniciativa en la organización de la ayuda y más tarde fue reconocida por elpresidente Rutherford B. Hayes por su servicio. Posteriormente organizó clases religiosas para jóvenes que atraían a figuras destacadas del Movimiento por la Templanza, estudiantes de la Universidad Northwestern y residentes de Chicago.

## Carrera profesional
McDowell comenzó a trabajar para Frances Williard, fundadora del Movimiento de Mujeres Cristianas por la Templanza, donde conoció a Elizabeth Harrison. Con el apoyo de Harrison, McDowell comenzó a impartir clases a niños de preescolar en Hull House y ayudó a organizar el club de mujeres bajo la dirección de Jane Addams y Ellen Gates Star.
En 1893, la Universidad de Chicago estaba en su segundo año de existencia y quería poner en marcha una iniciativa para involucrarse en la ciudad, para lo cual recurrió al movimiento de asentamiento. En colaboración con la Unión Cristiana de la universidad, Jane Addams y el profesor J. Laurence Laughlin, la universidad estableció la Casa de Asentamiento de la Universidad de Chicago en el distrito Stock Yard el 1 de enero de 1894 en el número 4688 de South Gross Avenue. Siguiendo la recomendación de Addams, la universidad contrató a McDowell para dirigir una casa de asentamiento más grande de Back of the Yards. El plan de casas de asentamiento estaba compuesto por una colonia de casas en todo a un vecindario de inmigrantes étnicamente diverso, en lugar de la norma de una sola casa dentro de la comunidad, con la idea de tener mayor impacto.
En 1894, McDowell abrió la Casa de Asentamiento de la Universidad de Chicago para aliviar las viviendas hacinadas e insalubres que a menudo tenían las familias inmigrantes y afroestadounidenses. Allí organizaba clases, proporcionaba educación infantil y daba acceso a escuelas vocacionales, baños, conciertos y conferencias. Formó clubes tanto para hombres como para mujeres, entre los que cabe mencionar el Bohemian Women's Club y el Settlement Women's Club. Comenzó a sentir que los bajos salarios que recibían estas familias estaban directamente relacionados con el bajo nivel de vida y acogió con agrado la floreciente organización sindical iniciada en 1901 por el activista Michael Donnelley. En 1902, un pequeño grupo de 20 mujeres formó el Local 183 de los Cortadores de Carne y Trabajadores Carniceros Amalgamados de América del Norte. Junto a los trabajadores durante la huelga de los corrales de 1904, aconsejó sobre protestas pacíficas, e instó a los sindicatos a admitir a los afroestadounidenses, pues creía que se utilizaban grupos más nuevos para romper las huelgas y que si se incorporaban diferentes excentricidades, el sindicato se haría más fuerte. A raíz de su trabajo durante la huelga, se ganó el nombre de "Fighting Mary".
En 1896, las casas de asentamiento de Estados Unidos celebraron su primera conferencia para mostrar a los funcionarios e instituciones públicas los conocimientos adquiridos por estas comunidades. McDowell presentó un documento sobre la necesidad de reconocer la humanidad del trabajo voluntario por la comunidad y de trabajar directamente con las personas necesitadas. En 1906, el presidente Theodore Roosevelt transmitió una carta de McDowell al Comité de Agricultura de la Cámara de Representantes, recomendando su conocimiento de las malas condiciones de Chicago Stock Yards.
McDowell también trabajó con los residentes para mejorar el vecindario a través de la educación sobre derechos políticos y conciencia cívica. El vertedero de basura cercano invitaba a los roedores y era fuente de enfermedades, y el agua estancada de Bubbly Creek necesitaba una gran limpieza. Trabajó con el movimiento por el sufragio para presionar a los funcionarios de la ciudad para que solucionaran estos problemas. En 1913, Chicago estableció la Comisión de Residuos de Chicago, donde McDowell trabajó investigando métodos de recolección de basura. Sus recomendaciones fueron una combinación de plantas de incineración y de reducción. Por temor a una reacción pública tras la publicación de La Jungla de Upton Sinclair, la ciudad asignó fondos para instalaciones de eliminación de basura. Los proyectos de conciencia cívica la acercaron mucho a los políticos locales y, en 1923, se convirtió en Comisionada de Bienestar Público durante el gobierno del alcalde William Emmett Dever. Mientras desempeñaba este cargo, creó una oficina de encuestas sociales y de empleo.
Durante la Primera Guerra Mundial, McDowell se unió al Consejo de Defensa Nacional, convirtiéndose en presidenta del comité para mujeres nacidas en el extranjero y miembro del comité ejecutivo de mujeres en la industria. McDowell ayudó a fundar la Liga Sindical de Mujeres de Chicago, y presionó al gobierno de los EE. UU. para que estableciera la Oficina de la Mujer para estudiar las condiciones de vida y de trabajo de las mujeres y los niños en 1920.
Murió el 14 de octubre de 1936 en Chicago, como consecuencia de un derrame cerebral que derivó en parálisis.